# ريتشارد فريتاج
ريتشارد فريتاج (بالألمانية: Richard Freitag)‏ هو متزلج قفز ألماني، ولد في 14 أغسطس 1991 في Erlabrunn ‏ في ألمانيا.

## وصلات خارجية
- الموقع الرسمي
- ريتشارد فريتاج على موقع الاتحاد الدولي للتزلج (القفز التزلجي) (الإنجليزية)
- ريتشارد فريتاج على موقع اللجنة الأولمبية الدولية (الإنجليزية)
- ريتشارد فريتاج على موقع أوليمبيديا (الإنجليزية)
- ريتشارد فريتاج على موقع اللجنة الأولمبية الألمانية (الألمانية)